# Livselixir
Livselixir (tyska: Lebenselixier) är något som ger livskraft och livslust.
Livselixir var ett begrepp under främst medeltiden för en mytisk önskad universalmedicin mot sjukdomar och åldrande.